# 세르조 고리
세르조 "보보" 고리(이탈리아어: Sergio "Bobo" Gori ˈsɛrdʒo ˈbɔːbo ˈɡɔːri[*]; 1946년 2월 24일~2023년 4월 5일)는 이탈리아의 전 축구 선수로, 현역 시절 미드필더나 공격수로 활약했다.

## 클럽 경력
밀라노 출신인 고리는 불과 18세의 나이로 인테르나치오날레에서 신고식을 치렀고, 1964년과 1966년 사이 1960년대 인테르나치오날레의 전성기인 위대한 인테르(La Grande Inter) 시절에 10번의 경기에 출전했다. 그는 경험을 쌓기 위해 세리에 A 득점왕에 오른 루이스 비니시우와 맞바뀌어 비첸차로 이적하여 2년을 활약했다. 1968년, 그는 비첸차에서 인상적인 활약으로 1년 동안 인테르나치오날레로 복귀했으나, 이듬해에 로베르토 보닌세냐와 교환되면서 칼리아리로 안젤로 도멘기니와 방출되었다. 고리는 인테르나치오날레에서 1964-65 시즌과 1965-66 시즌에 세리에 A를 우승했고, 1964-65 시즌 유러피언컵과 1965년 인터콘티넨털컵을 우승했다.

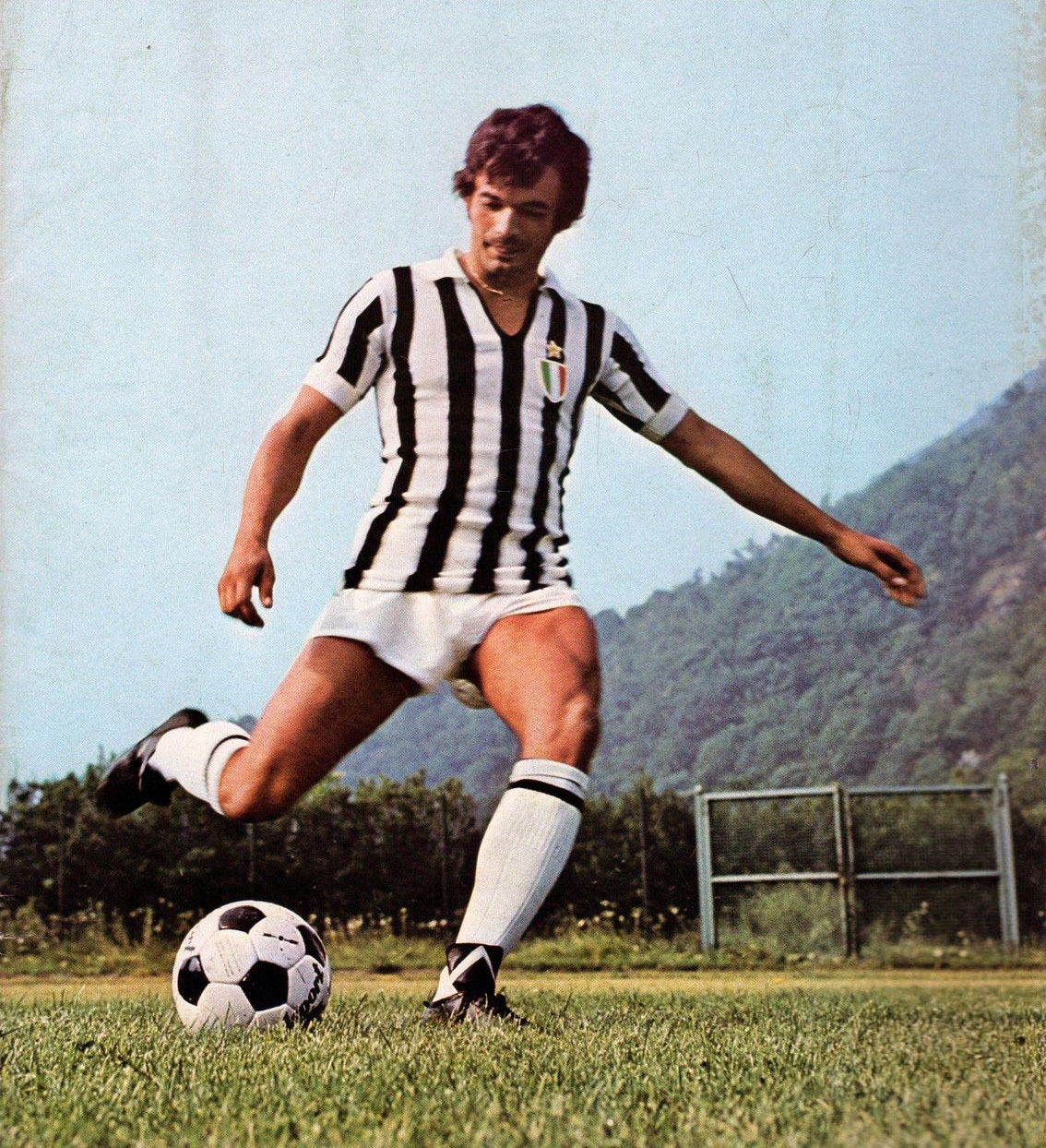
1975년, 유벤투스의 고리

1969-70 시즌, 그는 칼리아리의 주축 선수로 거듭내 소속 구단 사상 처음이자 현재까지 마지막 방패(리그 우승) 획득의 업적을 쓴 선수가 되었는데, 이 과정에서 루이지 리바와 공격을 맡아 리바의 후방에서 후방 스트리아커로 보조했다. 그는 칼리아리에서의 활약으로 이탈리아 국가대표팀에 차출되어 1970년 월드컵에 참가했다.
1975년, 고리는 유벤투스로 이적해 2년을 보내며 자신의 4번째 리그 우승과 UEFA컵 우승을 1976-77 시즌에 동시에 이룩했고, 1977-78 시즌에 엘라스 베로나에서 마지막 세리에 A 시즌을 보낸 뒤 세리에 C2의 산탄젤로에서 1년을 끝으로 세리에 C1 승격을 이룬 뒤 1979년에 축구화를 벗었다. 그는 3개의 구단에서 세리에 A를 우승한 5명밖에 되지 않는 선수로 꼽히며, 그는 인테르나치오날레, 칼리아리, 그리고 유벤투스에서 방패를 획득했다. 같은 업적을 달성한 나머지 4명은 조반니 페라리, 피에트로 판나, 알도 세레나, 그리고 아틸리오 롬바르도다.

## 국가대표팀 경력
고리는 개최국 멕시코와의 1970년 월드컵 8강전에서 안젤로 도멘기니와 교체되어 들어가 이탈리아 국가대표팀 신고식을 치렀다. 이탈리아는 이 대회 결승전까지 올라갔다. 그는 1970년 월드컵 종료 후 이탈리아 국가대표팀 경기에 2번 더 출전했다.

## 수상
인테르나치오날레
- 세리에 A: 1964–65, 1965–66
- 유러피언컵: 1964–65
- 인터콘티넨털컵: 1965

칼리아리
- 세리에 A: 1969–70

유벤투스
- 세리에 A: 1976–77
- UEFA컵: 1976–77

이탈리아
- 월드컵 준우승: 1970